# Antroporidae
Famille
Les Antroporidae sont une famille d'ectoproctes de l'ordre des Cheilostomatida.

## Liste des genres
Selon World Register of Marine Species (31 mars 2016) :
- genre Antropora Norman, 1903
- genre Parantropora Tilbrook, 1998
- genre Rosseliana Jullien, 1888